# دال شابت
دال شابت (به انگلیسی: Dal Shabet) گروه موسیقی کره‌ای است.